# Britská Severní Amerika
Britská Severní Amerika (anglicky British North America) představuje britské kolonie a území v Severní Americe, které zůstaly součástí britského impéria po ukončení americké války za nezávislost.

## Historie
Po uznání nezávislosti Spojených států a uzavření Pařížské smlouvy vznikla potřeba nově definovat britská panství v Severní Americe. Název Britská Severní Amerika byl poprvé použit v r. 1783 a zahrnoval kolonie a území spravované ministerstvem vnitra v Londýně:
- Provincie Quebec
- Newfoundland
- Nové Skotsko
- Ostrov Prince Edwarda
- Země prince Ruprechta (spravovaná Společností Hudsonova zálivu)

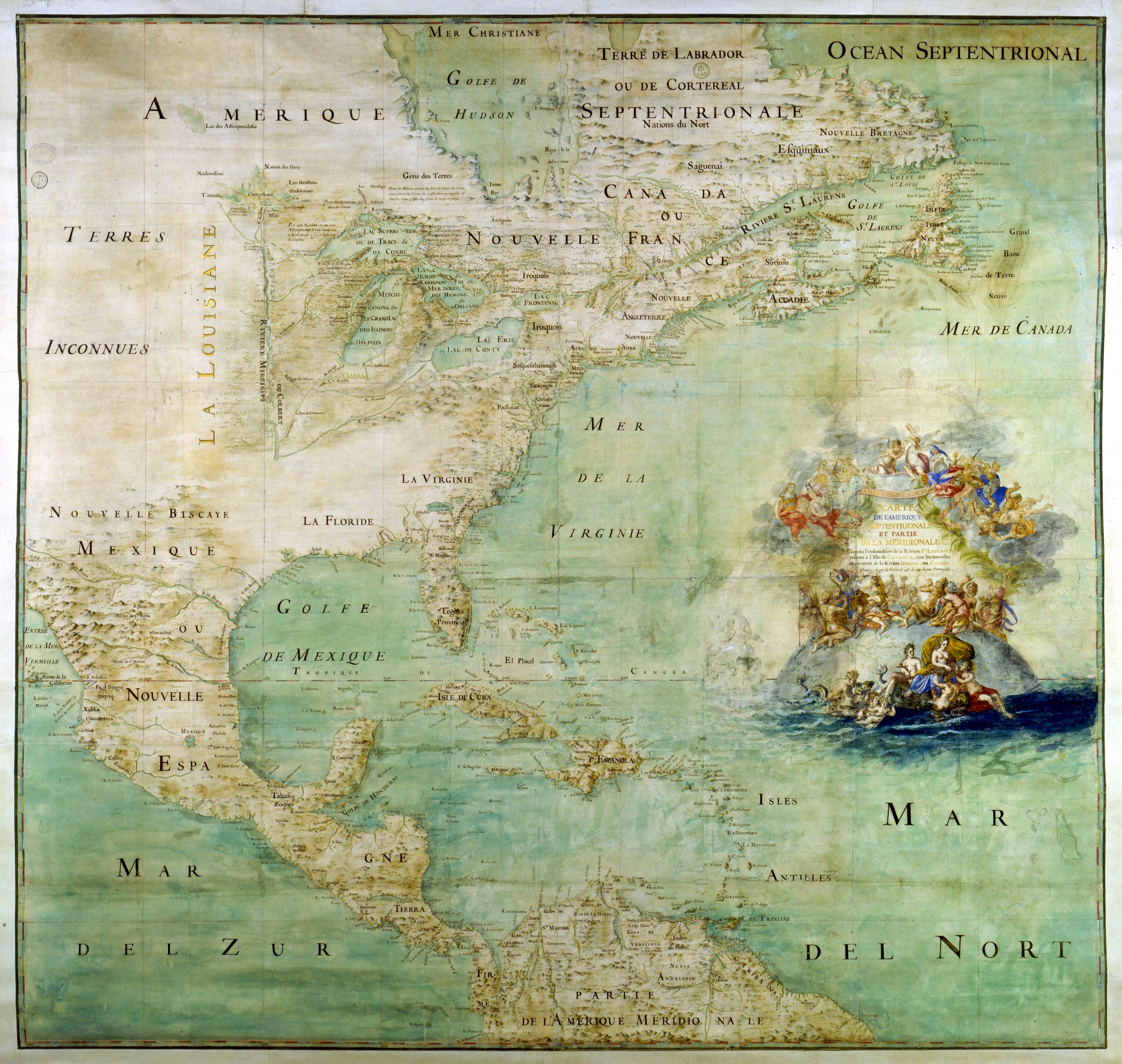
Mapa Severní Ameriky z roku 1683

Původně definované území se měnilo spolu s politickými změnami a expanzí na západ. V r. 1784 se z Nového Skotska oddělila kolonie New Brunswick. Provincie Quebec byla v r. 1791 rozdělena na Horní a Dolní Kanadu. Od r. 1801 přešla správa pod nově zřízený koloniální sekretariát ministerstva války a kolem roku 1810 ke spravovaným územím přibyla Kolumbijská oblast (Columbia District), zpočátku spravovaná Společností Hudsonova zálivu.
V r. 1841 se Horní a Dolní Kanada opět sloučily do Provincie Kanada. Hranice území byly definitivně stanoveny Oregonskou dohodou v r. 1846. V r. 1854 přešla správa pod obnovené ministerstvo kolonií a po zřízení Kanadské konfederace jako dominia v r. 1867 v přímé britské správě zůstaly:
- Severozápadní teritoria (v r. 1870 prodala Společnost Hudsonova zálivu svá práva kanadské vládě)
- Britská Kolumbie (připojila se ke Kanadě v r. 1871)
- Ostrov Prince Edwarda (připojil se ke Kanadě v r. 1876)
- Britské arktické ostrovy (předány Británií Kanadě v r. 1880)
- Newfoundland

Britská Severní Amerika formálně zanikla, když se její poslední zdejší kolonie Newfoundland v r. 1907 přeměnila na dominium.